# Chant XXXI du Paradis
Le Chant XXXI du Paradis est le trente unième chant du Paradis de la Divine Comédie du poète florentin Dante Alighieri. Il se déroule dans l'Empyrée, où résident Dieu, les hiérarchies angéliques et tous les bienheureux ; nous sommes dans la nuit du 14 avril 1300 ou du 31 mars 1300.

## Thèmes et contenus

### La Candida Rosa: versets 1-24
Les bienheureux, que le Christ a rachetés par son sang, se montrent à Dante sous la forme d'une rose blanche ; les anges chantent la gloire et la bonté de Dieu. Comme un essaim d'abeilles qui se repose sur les fleurs et retourne à la ruche, où le fruit de son labeur est transformé en miel, les anges descendent en volant vers les bienheureux et montent ensuite vers Dieu. Nous nous trouvons dans l'Empyrée, le siège de Dieu et des anges et la demeure des bienheureux qui, comme l'explique Béatrice dans le chant IV du Paradis (versets 28-63), sont apparus jusqu'à présent à Dante répartis dans les différents cieux afin de mettre en évidence leurs différents degrés de béatitude, et donc pour une raison symbolique et didactique. Les anges ont des visages de flamme et des ailes d'or tandis que les autres sont très blancs : ils communiquent aux bienheureux la paix et l'ardeur qu'ils ont puisées en Dieu. L'espace entre les bancs des bienheureux et ce qui est au-dessus, où se trouve Dieu, est rempli d'anges, mais ceux-ci, aussi denses soient-ils, n'empêchent pas les bienheureux de voir Dieu, car rien ne peut faire obstacle à la lumière divine.

### L'Étonnement de Dante: versets 25-51
L'Empyrée, peuplé des bienheureux de l'Ancien et du Nouveau Testament, tourne son regard et son âme vers Dieu, comme vers sa seule fin ; Dante invoque alors Dieu pour qu'il jette un regard sur notre tempête, sur les orages de notre vie mortelle. Si les barbares, venus du Nord, étaient étonnés à la vue de Rome, quel ne pouvait être l'étonnement de celui qui, comme Dante, était passé de l'humain au divin, du temps à l'éternité, de la Florence corrompue au peuple juste et sain des bienheureux. Semblable à un pèlerin qui contemple les beautés du temple qu'il a fait vœu de visiter, Dante regarde, en descendant les marches de la rose blanche, vers le haut en cercle et ne voit que des visages qui inspirent, persuadent l'amour (Vedëa visi a carità süadi), et des actes dignes et nobles.

### Saint Bernard: versets 52-78

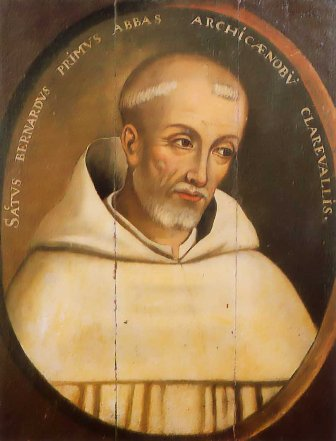
Portait de saint Bernard de Clairvaux.

La situation du Paradis terrestre est renouvelée : Dante a déjà contemplé la forme générale du Paradis et se tourne vers Béatrice pour éclaircir certains doutes, mais la femme a disparu comme Virgile l'avait fait à la fin du Purgatoire. A la place de Béatrice se trouve un vieil homme, habillé de blanc comme les glorieux, dans une attitude bienveillante et affectueuse comme un père aimant. À la demande de Dante (Où est-elle ?), le vieil homme répond que Béatrice l'a déplacé de son siège pour qu'il puisse guider le poète jusqu'à la fin de son voyage ; maintenant Béatrice est de retour à sa place, dans le troisième tour en partant du haut : là-haut, Dante la voit couronnée par les rayons divins qui se reflètent en elle. Et bien qu'il soit aussi éloigné d'elle que l'abîme le plus profond de la mer l'est de la partie la plus élevée de l'atmosphère, où se forme le tonnerre, Dante peut la voir parfaitement, car dans l'Empyrée aucune masse matérielle fluide ne s'interpose entre eux.

### Remerciement à Béatrice: versets 79-93
« O Femme en qui mon espérance trouve toujours la force, prie Dante, qui a daigné descendre aux limbes pour me sauver, de ta puissance et de ta bonté je reconnais la possibilité de voir tout ce que j'ai vu. Vous m'avez tiré de la servitude du péché pour me libérer, par tous les moyens en votre pouvoir : maintenez aussi pour le reste de ma vie la générosité que vous avez eue et que vous avez envers moi, afin que l'âme, rachetée du péché, quitte le corps en état de grâce ». À ces mots, Béatrice le regarde en souriant, puis se tourne à nouveau vers Dieu.

### Triomphe de la Vierge: versets 94-142
Le vieil homme exhorte maintenant Dante, pour accomplir son voyage, à contempler le jardin des bienheureux pour fortifier sa vue et soutenir la vision de Dieu. Après avoir assuré au Poète que la Vierge, pour laquelle le saint brûle d'amour, leur accordera toutes les grâces, le vieil homme se manifeste sous les traits de saint Bernard. Dante contemple le visage de la sainte, comme un pèlerin venu de très loin, peut-être de Croatie, pour voir à Saint-Pierre de Rome le voile de Véronique, qui est la ressemblance du Christ avec le tissu dans lequel il s'est essuyé le visage. Enfin, Bernard l'invite à ne pas regarder seulement les degrés inférieurs de la Rose mais à tourner son regard vers le sommet où siège la Reine du Ciel. Dante lève les yeux et voit un point au plus haut degré qui surpasse les autres en luminosité : là brille la lumière de Marie, avec plus de mille anges en liesse autour d'elle. Une beauté que Dante n'ose même pas tenter de décrire. Saint Bernard aussi tourne son regard vers elle, avec une telle affection qu'elle accroît le désir du Poète de contempler la Reine du Ciel.

## Analyse
Le Chant est caractérisé par la prédominance de la description ; le regard de Dante est contemplatif lorsqu'il explore le déploiement infini des pétales de la rose blanche, accompagne le mouvement des anges, découvre leurs couleurs, voit la propagation de la paix et de l'ardeur d'un siège à l'autre, dans la rotation harmonieuse et unanime de tous les bienheureux (de l'Ancien et du Nouveau Testament) vers un seul but, à savoir Dieu. De la contemplation de tant de béatitude jaillit chez Dante le poète l'invocation à la Trinité pour qu'elle tourne son regard vers notre proclivité, c'est-à-dire vers la vie tourmentée des hommes ici-bas. L'invocation est suivie d'un simulacre dans lequel Dante représente son étonnement. La distance entre le monde connu par les barbares du Nord et la splendeur de Rome est très faible par rapport à celle accomplie par le voyageur au-delà du monde : de l'humain au divin, du temps à l'éternité et c'est là le point culminant, de Florence (lieu d'iniquité) à une population juste et saine (verset 39).
Après une autre brève comparaison, les éléments de description reviennent, visant l'intériorité manifestée par les visages : charité, joie, dignité. À ce stade, Dante se tourne spontanément vers Béatrice pour lui poser les nombreuses questions qui encombrent son esprit. À sa place se trouve un vieil homme, plein de décorum et d'amour bienveillant, qui lui désigne Béatrice au sommet, dans le troisième cercle, à la place qui lui a été assignée pour ses mérites. La distance infinie n'empêche pas Dante de la voir, toute resplendissante des rayons de la divinité. Il se tourne vers elle avec une prière, dans laquelle il exprime sa gratitude pour l'aide qu'elle lui a apportée, depuis le moment où il a mis le pied en enfer (Enfer, Chant II, 58-74) jusqu'à tous les moments et toutes les manières dont elle est intervenue pour le tirer du serviteur a libertate (verset 85). Mais la vie de Dante n'est pas encore terminée, il devra retourner sur terre : il prie donc Béatrice de l'aider à garder en lui le fruit de tant de dons jusqu'à sa mort dans la grâce de Dieu.
De loin, Béatrice lui répond par un sourire et un regard avant de se tourner à nouveau vers la contemplation de Dieu. La prise de congé de Béatrice, qui s'est déroulée sous le signe d'une invocation religieuse, est immédiatement suivie des paroles de l'homme vigilant, qui invite le pèlerin à poursuivre sa contemplation du jardin, car plus il le regardera, plus sa capacité visuelle sera renforcée, de sorte qu'il pourra voir Dieu directement. Une autre comparaison (qui a en commun avec les deux précédentes le thème de la venue de pays lointains pour contempler les symboles de la religion chrétienne à Rome) illustre l'admiration amoureuse de Dante pour le visage plein de charité du vieil homme. Bernard de Clairvaux invite ensuite Dante à lever son regard vers le cercle le plus éloigné et le plus élevé, où se trouve Marie. Le pèlerin lève les yeux et voit au sommet un point plus resplendissant que tout autre, comme le point du ciel où le soleil se lève. Tout autour, d'innombrables anges dont les chants et les mouvements font rire d'une indicible beauté.
Avec la manifestation ineffable de celle qui ne peut être décrite, s'achève ce chant, dans lequel la tension expressive du poète est évidente face à la tâche de décrire le monde de l'au-delà dans la plénitude de sa gloire. Cet engagement expressif se révèle, non seulement dans les nombreuses simulations déjà mentionnées et dans diverses autres comparaisons, mais aussi dans la référence à des figures et à des épisodes mythologiques et dans l'adoption de figures rhétoriques : l'itération complétée par le chiasme dans les versets 37-39, l'anaphore « vid'io...Vidi  » (versets 131-133). Cette dernière figure conclut en quelque sorte la présence répétée et fréquente de mots liés au domaine de la vision/du regard, liés à la nature descriptive et contemplative de la chanson.
Dans ce Chant se concrétisent des lignes thématiques et narratives importantes dans tout le poème : le chemin du péché au salut (versets 37-39), l'aide décisive de Béatrice (versets 79-88), la présence nécessaire d'un guide (versets 55-60), la beauté indicible, supérieure à la capacité humaine de se souvenir et d'exprimer (versets 136-138). C'est précisément ce dernier thème (l'ineffabilité) qui deviendra le motif principal des deux Chants suivants, dans lesquels les références au monde terrestre (symbolisé par Fiorenza) sont désormais éloignées.